# Constante ebulioscópica
Em termodinâmica e físico-química, a constante ebulioscópica, Kb, associa determinada molalidade à elevação do ponto de ebulição. É a razão do último ao primeiro:
{\displaystyle \triangle T=K_{b}*m}
Através de um procedimento chamado ebulioscopia, uma constante conhecida pode ser usada para calcular uma massa molar desconhecida. O termo "ebulioscopia" vem do grego e significa "medida da ebulição". Esta é relacionada a crioscopia, a qual determina o mesmo valor da constante crioscópica (do abaixamento do ponto de fusão). 

## Alguns valores de Kb
- 0,512 Água
- 5,03 Tetracloreto de carbono
- 3,63 Clorofórmio
- 2,53 Benzeno
- 2,34 Dissulfeto de carbono
- 2,02 Éter dietílico
- 5,95 Cânfora
- 3,08 Ácido acético
- 2,79 Cicloexano
- 1,07 Etanol